# Laurent Gané
Laurent Jacques André Gané (ur. 7 marca 1973 w Numea, Nowa Kaledonia) – francuski kolarz torowy, multimedalista mistrzostw świata, dwukrotny medalista olimpijski.

## Sukcesy

### Igrzyska olimpijskie
- 2000 –  sprint drużynowo
- 2004 –  sprint drużynowo

### Mistrzostwa świata w kolarstwie torowym
- 1996 –  sprint drużynowo
- 1998 –  sprint;  keirin
- 1999 –  sprint drużynowo;  sprint
- 2000 –  sprint drużynowo;  sprint
- 2001 –  sprint drużynowo;  sprint;  keirin
- 2003 –  sprint drużynowo;  sprint;  keirin
- 2004 –  sprint drużynowo;  sprint